# Rohullah Nikpai
Rohullah Nikpai, född 15 juni 1987, är en afghansk idrottare som tog brons i herrarnas 58-kilosklass i taekwondo vid olympiska sommarspelen 2008 i Peking. Det var Afghanistans första olympiska medalj någonsin. Även vid OS i London 2012 vann Nikpai brons, i 68-kilosklassen. Han har också tagit en bronsmedalj vid världsmästerskapen 2011.

## Karriär
Nikpai började att träna taekwondo i Kabul vid 10-årsåldern. På grund av blodiga konflikter i Kabul flyttade han och hans familj till en iransk stad med afghanska flyktingläger. Snart därefter blev han medlem i ett taekwondoteam för afghanska flyktingar. 2004 återvände han till Kabul och började att träna taekwondo i regeringen avsedd för olympiska spelen. I asiatiska spelen 2006 i Doha slogs han ut av thailändaren Nattapong Tewawetchapong i 16:e ronden. 2008 deltog Nikpai i de olympiska sommarspelen i Peking och vann Afghanistans första OS-medalj i historien. Fyra år senare i London tog han sin andra OS-medalj för Afghanistan.